# ابراهیم دهگان
ابراهیم دهگان (متولد: ۱۲۶۸ ه‍. ش؛ متوفی: ۲۵/۰۵/۱۳۶۳ ه‍.ش) مورخ، نویسنده، ادیب، لغت‌شناس، آموزگار و از مشاهیر شهر اراک محسوب می‌شود.

## زندگی‌نامه
ابراهیم دهگان در سال ۱۲۶۸ هجری شمسی در روستای مرزیجران در ۴ کیلومتری شهر اراک در یک خانواده مرفه روستایی چشم به جهان گشود. پدرش غلامعلی نام داشت که ابراهیم او را خان بابا صدا می‌کرد؛ دهگان دوران کودکی را در مکتب خانه روستا به خواندن و نوشتن پرداخت و تا اوایل جوانی به کارهای کشاورزی در روستای مرزیجران اشتغال داشت. با شروع جنگ جهانی اول اقدام به عضویت در دولت مهاجرین (نیروهای ضدمتفقین) کرد. بعد از انجام وظیفه در حوزه علمیه آقا ضیاءالدین به تحصیل درس علوم قدیمه پرداخت که آقا ضیاءالدین عراقی و عبدالکریم حائری یزدی از استادانش بودند. پس از ۱۲ سال تحصیل علوم دینی تصمیم گرفت از حوزه علمیه خارج شود. وی در ۴۰ سالگی در سال ۱۳۰۷ هجری شمسی به استخدام سازمان فرهنگ اراک درمی آید. پس از ۳۰ سال خدمت در عرصهٔ فرهنگ در ۷۰ سالگی در سال ۱۳۳۷ هجری شمسی به کار تدریس پایان می‌دهد.
استاد ابراهیم دهگان پس از ۹۵ سال عمر پرثمر در روز ۲۵ مرداد سال ۱۳۶۳ هجری شمسی دیده از جهان فروبست.

## زندگی‌نامه خودنوشت
ابراهیم دهگان حسب حال خویش را در کتاب گزارش نامه یا فقه اللغه اسامی امکنه این گونه بیان می‌کند:
«مطلع زندگانی خود را تا به حدود جنگ بین‌الملل اول در آن ده گذرانیده و در آن سال تفنگی به دوش گرفته و در ردیف مهاجرین وارد شده و بعد از یکسره شدن کارها به مدرسه آقا ضیاءالدین در اراک در سلک طلاب وارد گردیده و تا سال ۱۳۴۷ هجری قمری به تحصیلات خود ادامه داده و بعد از سال ۱۳۰۷ تا ۱۳۳۷ خورشیدی به کار تعلیم اشتغال داشته و در ضمن از بحث و بررسی و غور در مطالب به قدر استعداد خود خودداری نکرده و در نتیجه چند جلدی کتاب و جزوه به صورت تدوین درآورده که پاره‌ای مطبوع و دسته‌ای بین سواد و بیاض انتظار روزی را دارد که از صورت فیش در صفحه چاپ وارد گردد .»

## خروج از حوزه علمیه آقا ضیاءالدین
زمانی که رضا شاه پهلوی البسه را ملی اعلام کرد، ابراهیم دهگان تغییر لباس داد و از حوزه علمیه آقا ضیاء الدین خارج شد.
گفتنی است که ابراهیم دهگان با شیخ احمد محمودی عراقی میلاجردی روابطی داشت و آن‌ها با یک دیگر مکاتباتی می‌کردند. زمانی که رضا شاه پهلوی لباس را ملی اعلام کرد روحانیون می‌بایست خلع لباس می‌شدند اما شیخ عراقی میلاجردی جزء معدود کسانی بود که به دلیل درجه اجتهاد از تغییر لباس معاف بود ولی ابراهیم دهگان تغییر لباس داد و از جرگه روحانیون خارج شد، به همین دلیل شیخ عراقی میلاجردی به واسطه احساسات مذهبی و تعصبات دینی اش در نامه‌ای با عبارات مسجع و آهنگین به ابراهیم دهگان می‌نویسد:
«سلام بر برادر عزیز دهگان که صاحب کلاه جدید است و آن را به جای سلام و ستایش تکان می‌دهد و با این کار از اروپایی‌ها و آمریکایی‌ها تقلید کرده است.»
لازم است ذکر شود که ابراهیم دهگان به زور و اجبار تغییر لباس نداد؛ او با میل و رضایت خاطر این کار را انجام داد.

## جایگاه علمی
ابراهیم دهگان ۱۲ سال در حوزهٔ علمیه آقا ضیاءالدین به تحصیل درس علوم قدیمه پرداخت که از استادانش عبدالکریم حائری یزدی و آقا ضیاءالدین عراقی بودند. او در رشته‌هایی چون تاریخ، جغرافیا، ادبیات فارسی، ادبیات عرب، لغت‌شناسی که اکثر تألیفاتش در این رشته هاست صرفاً مربوط به مطالعه شخصی خودش بود و نزد هیچ استادی تعلیم ندید. او در ۴۰ سالگی در سال ۱۳۰۷ هجری شمسی وارد سازمان فرهنگ اراک شد و به کار تدریس دروس تاریخ و جغرافی پرداخت. در آن زمان سازمان فرهنگ اراک بر دوش چند نفر معلم زبده اداره می‌شد که یکی از آنان ابراهیم دهگان بود. گفتنی است که او یا می‌نوشت یا می‌خواند یا تدریس می‌کرد؛ حتی در راه بین مدرسه و منزل هم بیکار نبود و شاگردان یا اشخاص دیگری بودند که در همین چند دقیقه بین راه از ایشان سؤال می‌کردند، که او می‌گفت و آن‌ها می‌نوشتند. کسانی هم به وسیله تلفن، چه در شهر اراک و چه در شهرهای دیگر مطالبی را می‌خواستند، ایشان هم بدون کمترین ناراحتی آنچه را که می‌دانست در اختیار آنان قرار می‌داد.
سیروس برادران شکوهی در مقاله‌ای با عنوان که سرو بلند از میان برفت، می‌نویسد:
«لطف‌الله هنرفر و ده‌ها نفر دیگر سال‌ها پیش که هنوز افرادی مانند محمدتقی مصطفوی، علی سامی، حبیب‌الله صمدی، نصر تالله مشکاتی، قطب‌های مؤثر و اصلی امور باستان‌شناسی کشور بودند و هنوز نوبت خیل تازه چرخان نشده بود آن‌ها قدر قدمای مطلع را می‌دانستند و به‌طور مثال اگر مشکلی دربارهٔ قدمت شهر و تاریخ فلان بنا داشتند به امثال ابراهیم دهگان (اراک)، فتای توحیدی (زواره)، محمود مشروطه (یزد)، مسیح ذبیحی (گرگان)، عبدالحمید مولوی (مشهد)، عزیزالله هاشمی (اردستان) و نظایر آن‌ها مراجعه می‌شد، زیرا اینان تاریخ شهر خود را از دو راه در حافظه داشتند:
از پیشینیان خود و از کتاب‌های بازمانده از قدیم مانند تاریخ بیهقی، محاسن اصفهان و اقران آن‌ها .»
ایرج افشار در مورد ابراهیم دهگان، می‌نویسد:
«قدر آن مرحوم متأسفانه چنان‌که باید شناخته نشد. مرحوم عباس اقبال و حبیب یغمایی به نوشته‌های او به چشم اعتناء می‌نگریستند و مقالاتش را با احترام چاپ می‌کردند. من سعادت آن داشتم که ۶ الی ۷ بار در اراک به دیدارش نایل شوم.
نخستین بار با منوچهر ستوده از بیابان‌های بیراهه شهر تفرش به روستای میغان و بعد به اراک رسیدیم و به خانه گشاده درِ دهگان وارد شدیم. ما را پذیرفت و شب و روزی ما را با گنجینه اسناد و کتب خطی خود مشغول داشت. حکایتها بر گفتگوشه‌هایی از تاریخ آن منطقه را برایمان بیان کرد.
خدایش غریق برکات بیکران کناد که مردی خوش سخن و دانشمند و تاریخ‌دان و مهمان نواز و محبت پیشه بود .»
در جایی دیگر ایرج افشار می‌گوید:
«مراتب اطلاع و بصیرت ابراهیم دهگان دربارهٔ تاریخ منطقه اراک و وقایع عصر صفوی و قاجاری بسیار است. او یک مورخ دلسوز محلی است که با رنج در محیط اراک به مدت ۵۶ سال با وضع نامناسب چاپخانه‌هایش به نشر کتابهایی توفیق یافت. او در زمان خود از معدود کسانی بود که از میان نوشته‌های پیشینه به روزگاران گذشته سرزمین بومی و زادمانی خود می‌اندیشید … ابراهیم دهگان با توجه به اینکه منطقه اراک و آستانه و بالاخره کرج قدیم تاریخی درخور تجسس و تدوین داشت با همت بلند و توانایی عالمانه چهار جلد کتاب را به سرزمین پدری خود عرضه کرد. امید است این کتب بیشتر در دسترس عموم درآید تا کوششهای آن دانشمند محلی گوشه نشین ارج بایسته خود را بیابد .»

## سفرعلی اصغر حکمتبه اراک
در سال ۱۳۱۶ یا ۱۳۱۷ هجری شمسی وزیر معارف آن زمان علی اصغر حکمت برای بازدید از سازمان فرهنگ به شهر اراک آمد. برای استقبال از او مقرر شد که کارهایی انجام شود، از جمله آن کارها این بود که معلمان در رشته تدریس خود حدود ۱۵ دقیقه سخنرانی کنند، بسیاری از انجام این کار شانه خالی کردند!، جز ۲ الی ۳ نفر، که یکی از آن‌ها ابراهیم دهگان بود. ۲ نفر اول سخنرانی خود را ایراد کردند اما از نظر علی اصغر حکمت رنگ و جلایی نداشت تا اینکه نوبت به ابراهیم دهگان رسید، موضوع سخنرانی او در مورد آثار تاریخی ایران بود؛ تا به حدی علی اصغر حکمت مجذوب سخنرانی شد که بعد از گذشت ۱۵ دقیقه به ابراهیم دهگان می‌گوید: "به صحبتت ادامه بده" تا اینکه این سخنرانی حدود ۱ ساعت ادامه پیدا کرد.
بعد از اتمام سخنرانی علی اصغر حکمت لطف و تشویق‌های فراوانی را انجام داد و از ابراهیم دهگان خواست که اگر پیشنهادی برای بهبود فرهنگ یا اگر مشکلاتی در زندگی خود دارد، در میان بگذارد.
علی اصغر حکمت یک دوره جغرافیای ارتش را به ابراهیم دهگان اهدا می‌کند.

## ارتباط با استادان
استاد ابراهیم دهگان با استادان بنامی چون عبدالعظیم قریب، فریدون آدمیت، عباس اقبال آشتیانی، محمد محیط طباطبایی، حبیب یغمایی، محمدابراهیم باستانی پاریزی، ایرج افشار و از شاگردانش محمد خزائلی بسیار مأنوس بود.

## کتابشناسی
ابراهیم دهگان چند کتاب ارزشمند را به چاپ رساند. کتاب‌های او به کلی نایاب هستند و اشخاص زیادی طالب آن‌ها می‌باشند.
- تاریخ اراک جلد اول «از دوره داستان تا آغاز دوره صفوی»؛ با همکاری ابوتراب هدایی؛ تاریخ انتشار سال ۱۳۲۹؛ ۱۷۲ صفحه[۱۰]
- تصحیح عباسنامه «شرح زندگانی ۲۲ ساله شاه عباس ثانی»؛ تألیف محمد طاهر وحید قزوینی؛ تاریخ انتشار سال ۱۳۲۹؛ ۳۵۳ صفحه   دانلود
- دیوان باباطاهر؛ تاریخ انتشار سال ۱۳۳۰؛ ۱۸۰ صفحه
- تاریخ اراک جلد دوم «از آغاز دوره صفوی تا سفر ناصرالدین شاه به صفحات اراک»؛ تاریخ انتشار سال ۱۳۳۰؛ ۱۸۴ صفحه[۱۰]
- تاریخ ارمنستان؛ تألیف موسس خورناتسی؛ ترجمه آواساپیان؛ به اهتمام ابراهیم دهگان؛ تاریخ انتشار سال ۱۳۳۱؛ ۴۰ صفحه[۱۱]
- تاریخ صفویان «اقتباس از خلاصه التواریخ قمی و تاریخ ملا کمال»؛ تاریخ انتشار سال ۱۳۳۲؛ ۲۰۰ صفحه
- تاریخ نو «(ملخص) از سلطان یعقوب خان انجدانی معاصر عباس میرزا»؛ تاریخ انتشار سال ۱۳۳۲؛ ۷۶ صفحه
- نور مبین «در اح‍وال آقا نورالدین عراقی»؛ تاریخ انتشار سال ۱۳۳۲؛ ۱۲۶ صفحه[۱۲]
- تاریخ الدخانیه «قرارداد رژی یا تاریخ انحصار دخانیات»؛ تألیف شیخ حسن کربلایی؛ به اهتمام ابراهیم دهگان؛ تاریخ انتشار سال ۱۳۳۳؛ ۱۳۶ صفحه[۱۳]
- سازمان فرهنگ اراک و شرح حال ده تن از مردان نامی اراک؛ تاریخ انتشار سال ۱۳۳۹؛ ۷۵ صفحه
- گزارشنامه یا فقه اللغه اسامی امکنه «در مطلع کتاب کرج نامه یا تاریخ آستانه»؛ تاریخ انتشار سال ۱۳۴۲؛ ۳۸۶ صفحه[۱۴]
- کارنامه یا دوبخش دیگر از تاریخ اراک «تاریخ انجدان، سادات اسماعیلیه و سالشمار وقایع شهرستان اراک از ۱۲۷۱ تا به عصر حاضر»؛ تاریخ انتشار سال ۱۳۴۵؛ ۳۲۳ صفحه[۱۵]

### کتاب‌های چاپ نشده
- اشعار محلی اراک «بیشتر جنبه فلکلور دارد .»
- کُند آوران اراک
- چشمه‌های اراک «بخشی از آن در مجله روشندل به مدیریت محمد خزائلی چاپ شده است.»
- کیسه کَرفه «شامل ۱۰۰۰ یادداشت ادبی، تاریخی و لغوی است.»[۱۶]

## روزنامه‌نگاری
ابراهیم دهگان دارای نوشته‌ها و مقالات متعدد در مجلاتی به نام یادگار، ارمغان، یغما، راهنمای کتاب، بررسی‌های تاریخی و روشندل است. او سال‌ها در روزنامه نامه عراق به مدیریت باقر موسوی همکاری داشت که در آن روزنامه مقالاتی را نوشت.

## نامه‌ها

### نامه شیخ احمد محمودی عراقی میلاجردی
زمانی که رضا خان البسه را ملی اعلام کرد، ابراهیم دهگان تغییر لباس داد و از حوزه علمیه آقا ضیاءالدین خارج شد و لباس ملی آن زمان را بر تن کرد و وارد سازمان فرهنگ اراک شد. شیخ احمد محمودی عراقی میلاجردی به دلیل رابطهٔ نزدیکی که با ابراهیم دهگان داشت در نامه‌ای به او نوشت:
«سلام بر برادر عزیز دهگان که صاحب کلاه جدید است و آن را به جای سلام و ستایش تکان می‌دهد و با این کار از اروپایی‌ها و آمریکایی‌ها تقلید کرده است.»

### نامه فریدون آدمیت
فریدون آدمیت نامه‌ای را در تاریخ ۰۱/۰۵/۱۳۴۷ به شرح زیر برای ابراهیم دهگان می‌نویسد:
«دانشمند ارجمندِ محترم؛ با تجدید مراتب اخلاص و ارادت مصدع می‌شوم. مدتی بود شرح حال میرزا تقی خان امیرکبیر را در دست تجدید نظر و تکمیل داشتم و قریبا زیر چاپ خواهد رفت. البته از نامه‌هایی که مرقوم داشته بودند با ذکر مآخذ آن‌ها استفاده نمودم که ملاحظه خواهید فرمود. مطلبی را که خواستم استفسار نمایم راجع به میرزا محمد حسین فراهانی دبیرالملک است. چنان‌که سرکار مسبوق می‌باشید این شخص منشی مخصوص میرزا تقی خان وزیر نظام در سفارت او به ارزنة الروم بوده است. صورت مجلس مذاکرات آن کنفرانس را قبلاً به دست آورده بودم و بر آن اساس فصل کاملی بر کتاب افزوده‌ام.
به قراری که مرحوم خان ملک ساسانی به نگارنده اظهار داشتند نوادگان دختری مرحوم دبیرالملک (که بعدها وزیر رسایل خاصه ناصرالدین شاه و نیز وزیر داخله گردید) گویا در فراهان در ده جیریا و مهاجران یا حدود آن‌ها هنوز هستند.
تصور کردم شاید اسنادی از زمان مأموریت دبیرالملک نزد نوادگان آن مرحوم وجود داشته باشد یا احتمالاً شرح آن سفارت را نوشته. در عالم همکاری علمی و برای تکمیل زندگانی آن مرد عالی قدر تمنی دارم اگر وسیله‌ای برای تحقیق مطلبی که عرض کردم در اختیار جناب عالی هست در این باره باز جویی و تفحص فرمایند. موجب مزید تشکر و امتنان بنده خواهد بود. از این زحمت پوزش می‌خواهم. حقیقت اینکه نه وسیله تحقیق دیگری داشتم و نه کسی را با احاطه سرکار محترم می‌شناختم که بتواند جواب وافی مرقوم دارد.
بیش از این مصدع نمی‌شوم، سلامت و توفیق آن وجود محترم را صمیمانه آرزومندم. با تشکر صمیمی و اخلاص قلبی فریدن آدمیت»

### نامه‌های هیوبرت دارک
هنگام سفری که ابراهیم دهگان در تهران داشت، خاورشناس معروف هیوبرت دارک مصحح کتاب سیاست نامه خواجه نظام‌الملک طوسی، در سفری که به ایران کرده بود برای دیدار با ابراهیم دهگان به اراک آمد ولی موفق به این کار نشد. سپس هیوبرت دارک بعد بازگشت نامه‌ای را به شرح زیر برای ابراهیم دهگان می‌نویسد:
«دانشمند محترم آقای ابراهیم دهگان؛ چند روز پیش این جانب به اراک آمدم به امید ملاقات از جناب عالی و حصول چند کتاب از انتشارات پرمایه شما ولی متأسفانه شما تشریف نداشتید اما با آقای داودی تماس یافتم و کتاب عباسنامه و ماجرای آذربایجان را از ایشان خریدم ولی کتاب‌هایی که بیشتر لازم داشتم برای کتابخانه‌های دانشگاه کمبریج که فعلاً بنده آنجا موظف هستم یعنی تاریخ اراک تألیف جناب عالی و قرارداد رژی را آقای داودی نتوانست تهیه کند. خواهشمند است دو دوره کامل کتاب‌های مذکور به این جانب به نشانی فوق فرستاده شود که بسیار مدیون لطف شما می‌شوم. آقای داودی هم از ۱۲ کتاب دیگر که به اهتمام سرکار انتشار یافته اطلاع دادند و اگر ممکن شد همه یا بعضی از اینها را هم بفرستید باز هم بی‌نهایت متشکر می‌شوم و از لحاظ پرداخت مخارج هر وقت معلوم شد مبلغ آن چند است فوراً چک نوشته خدمت شما می‌رسانم. با احترامات، هیوبرت دارک، تاریخ ۰۷/۰۴/۱۳۴۸»
ابراهیم دهگان خواسته‌های آن خاورشناس را انجام می‌دهد و کتاب‌هایش را برای او می‌فرستد و از هیوبرت دارک می‌خواهد که کتاب‌های فارسی منتشر شده در انگلستان را در عوض برایش بفرستد. هیوبرت دارک بعد از مدتی نامه تشکر آمیزی را به شرح زیر برای ابراهیم دهگان می‌نویسد:
«دانشمند محترم جناب آقای ابراهیم دهگان؛ سلام گرم عرض می‌کنم. بسیار خوشوقت ام به آگاهی شما برسانم که کتاب‌های پر ارزشی که توسط مهربانی و لطف سرکار و پسر جنابعالی به طرف بنده فرستاده شده بود اینجا رسیده به سلامت و یک دنیا از سخاوت شما متشکرم. این کتاب‌ها که بنده آن‌ها را در قفسه خود و هم در کتابخانه دانشگاه قرار داده‌ام حتماً برای مطالعات و تحقیقات ما بی‌اندازه مفید خواهد بود. خیلی از زحمت‌هایی که شما و پسر شما در حق من کشیدید قدردانی می‌کنم. ضمناً چون موقع مسافرتم به اراک به فیض دیدار شما نائل نشدم بسیار خوشوقت شدم عکس سرکار را در مجله راهنمای کتاب ببینم.
چنان‌که از نامه پسر شما فهمیدم شما بیشتر مایل هستید که در پرداخت قیمت کتاب‌های مزبور از کتاب‌های فارسی که در انگلستان به چاپ رسیده باشند به طرف شما بفرستم؛ بنابراین، به خوشی هر چه تمام تر چند کتاب انتخاب کرده و به آدرس شما می‌فرستم. البته تا چند هفته دیگر شاید نمی‌توانم به پست بیندازم که تهیه آن‌ها کمی طول می‌کشد. به‌طور حتم هر چه زودتر خواهم فرست. امیدوارم که قبول بیفتد. دفعه دیگر که به ایران آمدم امیدوارم افتخار زیارت شما را خواهم داشت. با احترامات فائقه، هیوبرت دارک، تاریخ ۰۴/۰۹/۱۳۴۸»
گویا کتاب‌های فرستاده شده از سوی هیوبرت دارک هیچ‌گاه به دست ابراهیم دهگان نمی‌رسد؛ معلوم نمی‌شود که چه بر سر آن‌ها می‌آید یا چه کسی مالک آن کتاب‌ها می‌شود.

### نامه محمد خاتمی
بعد از فوت ابراهیم دهگان کتابخانه شخصی ایشان حدود ۲۵۰۰ جلد کتاب چاپی و ۲۵۰ جلد کتاب خطی نفیس داشت، توسط فرزندانش به کتابخانه ملی اراک اهدا شد و به همین خاطر محمد خاتمی وزیر فرهنگ و ارشاد اسلامی آن زمان در نامه‌ای به شرح زیر در مورخه ۰۶/۰۱/۱۳۶۹ از وارثان ابراهیم دهگان قدر دانی می‌کند:
«وراث محترم شادروان ابراهیم دهگان ؛ با اهداء سلام و تحیت؛ بدینوسیله از عمل خدا پسندانه شما دائر بر اهداء ذخائر ارزشمند و کتب نفیس و خطی به کتابخانه عمومی اراک که یقیناً اثرات ارزنده‌ای در تعالی فرهنگ و تقویت و گسترش کتابخانه‌های عمومی بدنبال داشته و تشویق و ترغیب سایر هموطنان را به این امر خیر موجب خواهد شد تشکر و قدر دانی می‌شود. خداوند متعال به همه فرهنگ‌دوستان و خدمتگذاران اسلام و انقلاب اسلامی توفیق عنایت فرماید. سید محمد خاتمی، وزیر فرهنگ و ارشاد اسلامی»

## ایرج افشاردر مورد مکاتباتی که با ابراهیم دهگان انجام می‌دهد، می‌نویسد
" سه ماه پیش از مرگ دهگان، من نامه‌ای به آن شادروان دربارهٔ تجدید چاپ آثارش نوشتم؛ زیرا میل داشتم در سلسله (ایران و ایرانیان) به چاپ برسانم. ایشان چون بیمار بود یکی از نزدیکانش را واداشت که در تاریخ ۲۰ اردیبهشت ۱۳۶۳ به من در شرح زیر بنویسد: "
«قربانت گردم، نامه مورخ ۰۳/۰۲/۱۳۶۳ آن جناب مبنی بر تجدید طبع جزوات اول و دوم تاریخ اراک و فقه اللغه اسامی امکنه دریافت و از لطف شما و جامعه فرهنگ دوستانی که جناب عالی … تشکر می‌نماید. حسب معمول در تجدید طبع باید نظری ثانوی به مطالب انداخت. اگر نقصی به نظر آید رفع و اگر اجمالی مشاهده گردد توضیح داده شود که ازین قسمت بواسطه کسالت معذورم.
مع الوصف آنچه مرقوم فرمودید مورد قبول است و چون سه کتاب مجلدات اول و دوم تاریخ اراک و فقه اللغه اسامی امکنه و در مطلع آن کرجنامه از جهت قطع و تحقیق مطالب فوق‌العاده به هم نزدیک می‌باشد درست هم این است که در یک جلد طبع شود.
قبلاً از زحماتی که تقبل فرموده‌اید تشکر می‌نماید و توفیق …»

## ایرج افشار در ادامه می‌گوید
" آن موقع توفیق حاصل نشد که آن کار انجام شود زیرا ناشری که چند جلد از آن مجموعه را انتشار داد از طبع این نوع کتاب‌ها انصراف حاصل کرد. مناسب دیدم گوشه‌هایی از نامه‌های ابراهیم دهگان را که متضمن اطلاعات مفید و ذوقیات ادبی و یادآور کمالات آن مرحوم است را بگویم: "

## نامه مورخه ۲۳/۱۱/۱۳۴۴
«نامه مورخه ۱۸/۱۱/۱۳۴۴ آن جناب را زیارت نموده از لطف و توجه شما تشکر حاصل است. کتاب فقه اللغه در موضوع اسامی امکنه به نشانی صندوق پستی آن جناب ارسال خواهد شد …
ضمناً اینجانب منتها میل را در ارتباط با مجله شما فرهنگ ایران زمین داشتم …
کمترین حدود ۳۰۰ جلد کتاب خطی و مقداری مرقعات در اختیار دارد. خیلی خیلی میل داشتم که در صورت تمایل امر فرموده اقدام به نشر آن‌ها گردد. توضیحا به نظر خود من چند تا کتاب غیر مطبوع از سری ادبیات و علوم تا به هیئت و نجوم و علوم متداوله در عصر مؤلف کتاب در اختیار است که اگر وسیله برای معرفی آن‌ها پیدا شود بسیار بسیار بجا و به موقع خواهد بود. در صورت تمایل مرقعاتی هم در اختیار است به صورت فرستاده شود. هر چه هست خود شما باید تعیین فرمایید.
باز هم تذکر می‌دهم که متاسفم ازین که کتبی که اقدام به چاپ آن‌ها شود قبلاً اعلام نمی‌کنند که از محیط هم استفاده شده و شاید نسخ بهتری پیدا شود. از جمله جلد هفتم روضه الصفا که در اختیار این جانب است بیش از پانصد صفحه سی چهل بیتی است که معلوم می‌شود نویسنده کتاب بعداً کتاب خود را تلخیص و به نام جلد هفتم روضه الصفا انتشار داده است.
اگر میل مراوده داشته باشید امر فرموده در مکاتبات بعدی از نسخ عدیم‌النظیر یا نادر الوجود در اختیار است به تفصیل به عرض خواهد رسید .»

## نامه مورخه ۰۷/۱۲/۱۳۴۴
«قربانت گردم. نامه مرقومه مورخه ۰۱/۱۲/۱۳۴۴ آن جناب موجب سرافرازی شد. از لطف شما نسبت به ارسال کتاب متشکرم. راجع به کتاب آقای قائم مقامی توضیحی خواسته بودید شرح آن کتاب و مؤلف به شرح زیر توضیح داده می‌شود:
آقای رضا قلی خان قائم مقامی از دانشجویان دارالفنون وارد به خدمت ژاندارمری و پست مترجمی با موسیو دماره در جنگ بین‌المللی اول در نواحی غربی، بالاخره اسیر شدند. مدتی در مسکو و بعد آزادی در خدمت نظام عمر سربازی خود را یادداشت‌هایی از جنگ اول جهانی در اختیار داشتند. این یادداشت‌ها یا مستقیماً از موسیو دماره بود یا برای ایشان برداشته قابل نشر بود. بالاخره قسمتی از آن را انتشار دادند. اینک یک جلد از آن را تقدیم می‌دارد. امید است که کمکی به توضیح وقایع نموده باشد.
اما راجع به مرقعات و نسخ خطی: من دلم می‌خواست چند تا از مرقعات را فرستاده در صورت لیاقت در سلک مندرجات فرهنگ ایران زمین یعنی آن مجله وزین درج گردد. اولین دفعه چند نامه از عباس میرزا است به فریدون میرزا یعنی فرزند و جانشین خود در آذربایجان. حالا چطور عکس بردارم که انعکاس آن آسان‌تر باشد نمی‌دانم، منوط به دستور شماست.
در این‌جا یک سؤال دیگر هم پیش آمد. نامه‌ای در اختیار است که میرزا مهدی از طرف نادر به اهالی بصره می‌نویسد. نامه نامهٔ بسیار خوبی است، جز این که نمی‌دانم آیا در ردیف منشئات میرزا مهدی خان قرار گرفته و انتشار پیدا کرده است یا نه. اگر این نامه در اختیار نباشد حاوی نکاتی است که به لشکر کشی نادر و جنگ بصره و وقایع آن زمان کمک زیاد خواهد کرد.
باز سؤال دیگر آنکه کتابچه‌ای است به صورت عوامانه مشتمل در موضوع لشکر کشی خانی پاشا سردار احمد عارف پاشا در زمان فتنه افغان به نواحی اراک و قم. نویسنده میر محمد باقر بوده، جزئیات وقایع را ضبط کرده است، جز این که شعر او محکم نیست.
من یک دفعه هم کتاب مزبور را منثور کردم و جهت موارد احتیاج خود در دست گرفتم. اگر صلاح بدانید کتاب مزبور بعینه استنساخ و در اختیار گذاشته شود .»

## نامه مورخه ۱۸/۱۲/۱۳۴۴
«... روز گذشته نامه از آن جناب مشعر بر وصول کتاب وقایع غرب ایران تقدیمی این جانب و اصل. از این که مرقوم فرموده بودید کتاب اسامی امکنه یا فقه اللغه نرسیده است باعث انفعال گردید. من مورد امریه شما را در همان روز اول که گویا اول اسفند ماه بود تقدیم داشتم و وسیله یک نفر از بستگان که در عراق بود فرستادم چه شده که او نرسانده است نمی‌دانم. به هر صورت کتاب فقه اللغه اسامی امکنه را به وسیله پست تقدیم می‌دارم …
من موقع نشر نامه ایران زمین را نمی‌دانم. در مواقع انتشار مقرر فرمایی از کتاب‌ها یا نامه‌هایی که در دست است به صورت بیان یا عکس یا رونوشت (هرچه مقرر می‌فرمایید) برداشته و تقدیم گردد. ضمناً از قصص خاقان تألیف ملا کمال، منجم دربار شاه عباس ثانی، در اختیار است. قسمت صفوی آن را به چاپ رسانده است. اگر در اختیار ندارند تقدیم می‌گردد .»

## نامه مورخه ۲۶/۱۲/۱۳۴۴
«قربانت گردم، با فرارسیدن نوروز … اما مژده تشریف فرمایی به عراق داده بودید. باید عرض کنم کلاه‌گوشه دهگان به آفتاب رسید، که سایه برسرش افکند چون تو دانشمند.
راستی یادم آمد شعری از مرحوم میرزا معصوم محیط فراهانی:
| مرا خانه‌ای نیست درخورد دوست |  |  |  |  | اگر باشد از یمن تشریف اوست |
| بگو پا نهد دوست تا سر نهیم  |  |  |  |  | ز خاک رهش بر سر افسر نهیم  |
| درین خانه هر کس که پا می‌نهد |  |  |  |  | قدم بر سر چشم ما می‌نهد     |

علت تعلل به مصدوقه نسمع با امیدی بوده است. می‌ترسم که میایید و از آمدن پشیمان گردید.
یکی از دوستان چند جلد کتابی که داشتم بازدید می‌کرد در نتیجه گفت نه به درد این دنیا می‌خورد نه به درد آن دنیا.
دستور فرموده بودید که یادداشت‌های میر محمد باقر را استنساخ کرده بفرستم. باید عرض کنم کمال میل را دارم. اشعار میر محمد باقر خیلی سست است ولی در معنی به شرح جزئیات واقعه پرداخته که نظیر آن در بین تاریخ‌نویس‌های ایران خیلی کم است:
| به سال غین و قاف و لام وز هجرت |  |  |  |  | گذشته بود ای اهل بصیرت |

به وقت طلوع آفتاب لشکر رومی از گردنه وفس سرازیر شده. الخ. چون شعر یادم نبود مطلب کتاب را یادداشت کردم.
اما موضوع مرقعات سابقاً عرض کردم چند قطعه (چهارده تا) از یادداشت‌های عباس میرزا خطاب به فرزندش فریدون میرزا که در این هنگام به امیر نظامی میرزا تقی خان در آذربایجان بوده از راه هرات به پسر نوشته است.
اکثر خط خود عباس میرزا است مگر یکی که خط منشی اوست که شاید قائم مقام باشد.
یکی از رقاع موصوفه رقعه‌ای است که محمد شاه دستور شدت عمل در اصفهان گویا به حسام السلطنه می‌دهد. همین‌طور رقاع دیگر این مرقع از خانواده فریدون میرزا است.
باز یادآوری شود که چند رقعه از دوران صفویان در اختیار است. یکی دو تا از شاه اسماعیل و شاه طهماسب که اکثراً در موضوع مزار شیخ صفی الدین است. ملکی خریدند یا دستوری صادر کردند به صورت اصل یا رونوشت.
عده‌ای مرقعات در اختیار کمترین است. آن قدری که من می‌توانم درین جا وسیله فتوگرافی و عکس با دوربین فراهم است.
اینک به عنوان یادگار لطف آن جناب نسبت به فدوی و ارادت از راه مکاتبه این جانب به آن ناحیت دانش، عکسی از ورقی از قرآن مقدس (آخرین صفحه سوره بقره) هدیه نوروزی فدوی است. امید است که مطلوب واقع شود.
این ورق گویا از قرآن‌های اولیه باشد. به جای اعراب نطه‌های قرمز و در آخر صفحه عنوان سوره آل عمران قشنگ نقاشی شده است.»

## نامه مورخه ۲۱/۰۳/۱۳۴۵
«قربانت گردم، از لطفی که به وسیله نامه فرموده بودید تشکر حاصل است. ولی تاکنون کتابی مزبور را مرحمت فرمایید و وجه آن هر چه بفرمایی با پست تقدیم می‌شود.
چندی قبل یادداشت‌های میر محمد باقر را استنساخ کردم و فرستادم. در صورت وصول اگر جنبه مرغوبیتی دارد فب‌ها و الا مسترد فرمایند.
من بعد از ملاقات یک ساعته آن جناب مقداری با مرقعات موده وررفتم. قابل درج و انتشار است خود بنده حدود ۱۰۲ نامه استنساخ کردم و به صورت کتاب درآورده‌ام (البته بدون عکس) که در صورت فرصت به نامه‌های تاریخی انتشار داده شود. خدا توفیق دهد.
مثل اینکه از حضرت عالی و آن رفیقان که راستی مرد فاضلی بود، متاسفم که اسمش را یادنگرفته‌ام (منظور منوچهر ستوده)، شرحی از دیوان شکوه خواستم، آیا چاپ شده است یا خیر؟ مثل اینکه وقتی نداشته‌اید که بررسی بفرمایید.
یکی از کتب قابل انتشار خود را به شرح زیر به عرض می‌رساند. اگر خواستید امر فرمایید استنساخ گردیده خواهم فرستاد. آن کتاب شرح نصاب است که مؤلف در مقدمه آن می‌نویسد:
" این ضعیف نحیف بی بضاعت نظام بن کمال بین جمال به حسام الهروی را جد این ضعیف که مذکور است به ابن حسام، اهتمام تمام می‌نمود که مشغول شوم به شرح نوشتن این کتاب. چون چاره‌ای نبود از اسعاف حاجات ایشان شروع کردم به تالیف شرحی که حاوی باشد حل مشکلات را … "
حاجی خلیفه گویا که این شرح را ندیده بوده است که مؤلف را کمال نوشته است. قدیمی تر و بهترین شرح بر نصاب است. عبارات موجز و متقن و سلیس و شاید به واسطه نزدیک بودن به عصر مؤلف و همشهری بودن با وی از اتمام لزومات شرح لغات را صحیح تر و با معنی حقیقی نزدیکتر در شرح خود آورده باشد.
به هر صورت، کتابی که نزد من است بدون نقص با اول و آخر صحیح و نسخه نسبة کهنه، جلد میشن عادی در حدود ۲۰۰ صفحه وزیری .»

## نامه مورخه ۳۰/۰۹/۱۳۴۵
«قربانت گردم، نامه مورخه ۲۲/۰۹/۱۳۴۵ آن جناب واصل شد … دو روز قبل یک جلد تاریخ اراک (جلد سوم) و یک حادثه رژی و تاریخ نو و تاریخ ارمنستان تقدیم گردید و از این که تاریخ اراک (دو جلد سابق) و کتاب نور مبین شرح مهاجرین جنگ بین‌الملل اول را در اختیار نداشتم و نیز نتوانستم تهیه کنم پوزش خواسته و جمله «العذر عند کرام الناس مقبول» را شفیع معاذیر آورده و مترصد یافتن آن‌ها می‌باشد. اگر دسترسی پیدا کردم که خوشوقت می‌گردم.
اما موضوع رساله حادثه تنباکو: این کتاب را شیخ حسن کربلائی نوشته. مرحوم اقبال در تعریفی که بر کتاب آقای ابراهیم تیموری نوشته بودند متوجه شده بودند که محتویات کتاب از شخصی است که خود در حادثه شرکت داشته. این کتاب در اختیار من بود و به چاپ رساندم. بعداً با محاذیف بی‌موردی به نام آشیخ رضای زنجانی چاپ شده است. واقعاً دنیای غریبی است که پای تجاوز حتی به شعر شاعر هم دراز شده و کتاب مؤلف را هم ربوده‌اند.
راجع به کتاب اراک یا اراک نامه: دو جلدی به وسیله میر خانشب تقدیم داشتم که ان شاء الله از طرف آن آواره خرج طبعی کمک گردیده. راستی ما در ولایات چه محاذیری داریم. مطبعه درست نداریم! وضع صحافی خراب است. حروف عهد دقیانوس و هزارها از این نوع. ما قابل تحرم هستیم و اگر با این وصف دست و پایی کردیم باید بارک الله بلند تری بشنویم.
اما راجع به مکاتبات: من به مناسبت توجه اولیای امور به امر کتاب دو نامه از همین موضوع کتاب از نامه‌های تاریخی خود استخراج و برای درج در آن نامه وزین ارسال و از پیشنهاد شما استقبال می‌نماید.
نامه اول که زیر عدد ۹۸ در کتاب نامه‌ها درج شده راجع به مستمری قرآن‌نویس دوره شاه عباس کبیر است و نامه دوم در زیر عنوان بی‌معنی نامه به عنوان حق تألیف از طرف شاه عباس دوم در اختیار است که اینک می‌روم استخراج کنم و تقدیم می‌گردد .»

## نامه مورخه ۱۱/۱۰/۱۳۴۵
«قربانت گردم، چند روز قبل رقیمه شریفه زیارت شد. فرموده بودید که مجلدی از نامه مزین راهنمای کتاب فرستادم آن نامه هنوز نرسیده. خواهش می‌کنم اگر نفرستاده‌اند دستور فرمایید ارسال دارند.
دو نامه که هر دو در موضوع کتاب و حق تألیف بود از نامه‌های ادوار صفویان استخراج و ارسال گردید و ان شاء الله رسیده است.
دو جلد کتاب از کارنامه مطبوعه سال جاری فرستادم که بلکه اداره انتشارات (منظور دانشگاه تهران) کمک طبعی نموده و بار سنگین ما را سبک کند. چه اقدامی فرموده‌اید؟ امید است که بذل لطف فرمایند و کتاب‌های نظیر کارنامه را هم به حساب آورده باشند.
راستی سابقاً شعر حادثه وفس و لشکر کشی خانی پاشا را فرستادم درج نفرمودید. فرهنگ ایران زمین واصل شد. لطف فرمودید. نظیر این کتاب‌ها چند تا هم در اختیار است اگر طالب باشند دستور فرموده استخراج و ارسال می‌گردد …»

## نامه مورخه ۲۷/۱۱/۱۳۵۲
«قربانت گردم، نامه مورخه ۲۱/۱۱/۱۳۵۲ را این جانب موجب مسرت و خوشحالی گردید. امید است موفق و منصور باشید. از درج مقاله بازنامه‌ها تشکر می‌نماید …
مجموعه از رسایل حروفیه از تألیفات خود فضل‌الله استر آبادی در ضمن چند جلد کتاب فدوی است. اگر فرصت انتشار یا تعریف آن را داشته باشید مرقوم فرموده رونوشت یا مقاله از آن موضوع فرستاده شود تا لااقل کمک به امثال کنمنت (کذا) شده در راه شناسایی آن فرقه قدمی برداشته شود.
در موضوع چند قطعه از فرامین گذشتگان که در اختیار فدوی است به عرض می‌رساند که آن‌ها سرمایه و افزار کار بنده است و در موقع خودخواه ناخواه در جایی ضبظ و باقی خواهد ماند. ازین که به فکر جمع و ضبط مآثر قدما یعنی مرآت تمدن و فرهنگ نیاکان این مرز و بوم هستید در خور نحسین و سزاوار آفرین بوده و خواهد بود. دعاگو .»

## ایرج افشار بعد از نشر نامه‌های گوناگون ابراهیم دهگان می‌گوید
" مطالعه این نامه‌ها نشان دهنده مراتب اطلاع و بصیرت ابراهیم دهگان دربارهٔ تاریخ منطقه اراک و وقایع عصر صفوی و قاجاری است. او یک مورخ دلسوز محلی است که با رنج در محیط اراک ۵۶ سال با وضع بسیار بد چاپخانه‌هایش به نشر توفیق یافت. او در زمان خود از معدود کسانی بود که از میان نوشته‌های پیشینه به روزگاران گذشته سرزمین بومی و زادمانی خود می‌اندیشید … ابراهیم دهگان با توجه به اینکه منطقه اراک و آستانه و بالاخره کرج قدیم تاریخی درخور تجسس و تدوین داشت با همت بلند و توانایی عالمانه چهار جلد کتاب را به سرزمین پدری خود عرض کرد. امید است این کتب بیشتر در دسترس درآید تا کوشش‌های آن دانشمند محلی گوشه‌نشین ارج بایسته خود را بیابد. "
لینک دانلود مکاتبات و نامه‌های ابراهیم دهگان

## اشعار سروده شده در وصف ابراهیم دهگان
عطا الله مجدی از شاعران شهر اراک در مجلس ختم ابراهیم دهگان در تاریخ ۲۷/۰۵/۱۳۶۳ می‌سراید:
| زآسمان علم و حکمت اختری تابنده رفت       |  |  | آری از بحر فضیلت گوهری رخشنده رفت        |
| اوستاد بی‌نظیر علم تاریخ و سیَر            |  |  | مرد تحقیق و ادب آن چشمه جوشنده رفت       |
| آنکه فرهنگ اراک از او سر و سامان گرفت    |  |  | صاحب تألیف و تصنیفات بس ارزنده رفت       |
| آنکه بودی بی‌ریا در خدمت خلق خدا          |  |  | در طریق معرفت اهل دلی پوینده رفت         |
| آنکه بودی از تظاهر دور چون ظلمت زنور     |  |  | نازنین مردی زجور گنبد گردنده رفت         |
| آنکه امر زندگی را سهل برخود می‌گرفت       |  |  | آنکه شد گریان زسوگش خلق، خود با خنده رفت |
| مرد تسلیم و رضا، گندم فروش جو نما        |  |  | آنکه بر گلشن هزاران گوهر غلتنده رفت      |
| بذله گوی نکته دان، در طنز، سعدیّ زمان     |  |  | پیر ماه و سال، فرد و بی غم و دل زنده رفت |
| صاحب خلق نکو، آزاده مرد مهربان           |  |  | آن حکیم و فیلسوف و عالم جوینده رفت       |
| رفت و نام نیک او مانَد به جا در شهر ما    |  |  | از ده مرزیجران تنها گل بوینده رفت        |
| پنچشنبه رفته از مرداد بیش از بیست، پنج   |  |  | مرغ روحش در جوار ایزد بخشنده رفت         |
| سال تاریخ وفاتش یک هزار و سیصد است       |  |  | سه به شصت افزایم و گویم که آن گوینده رفت |
| نامش ابراهیم و ابراهیم بادا شافعش        |  |  | آتش دوزخ حرامش، چون در آتش زنده رفت      |
| طول عمرش گر تو پرسی از نود هفت است بیش   |  |  | بر دل ما از فراقش آتش سوزنده رفت         |
| در عزایش مرد و زن از دور و نزدیک آمدند   |  |  | هر که آمد، با دلی از درد و غم آکنده رفت  |
| یادگار او «برومند» است و «کوشا» و سه دخت |  |  | با «محمد» کوبه راه راستی پاینده رفت      |
| هست «تاریخ اراک» ش یادگاری جاودان        |  |  | بر سر «فقه اللغه» نامی چنین زیبنده رفت   |
| «کیسه کرفه» بود کشکول این درویش مرد      |  |  | بس دُر غلتان که در این کیسه فرخنده رفت    |
| از حُطام دنیوی گنجینه‌هایی از کتاب         |  |  | کز پی آن هر طرف استاد ما خواهنده رفت     |
| «مجدی» اندر سوک او شد بالبداهت نوحه گر   |  |  | گفت دهگان آن ادیب و عارف کوشنده رفت      |

اراک مسجد سیدها، مجلس ختم مرحوم استاد دهگان، عصر شنبه ۲۷/۰۵/۱۳۶۳، عطاء الله مجدی
حسین بادکوبه ای از دیگر شاعران بومی به مناسبت فوت ابراهیم دهگان در تاریخ ۲۹/۰۵/۱۳۶۳ می‌سراید:
| گویند که افتخار ایران      |  |  |  |  |  | صدرالمتالهین ایران          |
| بنوشت شرائط مهمی           |  |  |  |  |  | از بهر و رود مدرسه خان      |
| از جمله نوشت بهر ثروت      |  |  |  |  |  | یا کسب مقام و جاه و عنوان   |
| وارد نشود کسی در اینجا     |  |  |  |  |  | کاینجاست مقام کسب عرفان     |
| هرکس که در اوست عشق دانش   |  |  |  |  |  | وان کس که بود به علم خواهان |
| علم از پی درک واقعیات      |  |  |  |  |  | خواهد نه برای لقمه‌ای نان    |
| شایسته بود که تا نهد پا    |  |  |  |  |  | در مهبط علم و فهم و ایمان   |
| شرط دگر آنکه طالب علم      |  |  |  |  |  | باید نرود پی گناهان         |
| باید که به جد و جهد و کوشش |  |  |  |  |  | مأیوس کنند ز خویش سلطان     |
| تا نور خدا به قلب پاکش     |  |  |  |  |  | برتابد و روشنش کند جان      |
| شرط سومین که ملاصدرا       |  |  |  |  |  | افزود برای رشد آنان         |
| این بود که طالب حقیقت      |  |  |  |  |  | باید نرود به مثل کوران      |
| باید که ببیند و بفهمد      |  |  |  |  |  | دانسته نهد قدم به میدان     |
| تحقیق کند چنانچه یزدان     |  |  |  |  |  | فرموده چنین به نص قرآن      |
| لا تقف بگفت حق قرآن        |  |  |  |  |  | وان آیه بخوان مباش نادان    |
| تقلید ترقیت نبخشد          |  |  |  |  |  | تحقیق رساندت به یزدان       |
| سمع و بصر و فؤاد دادت      |  |  |  |  |  | خلاق حکیم بهر امکان         |
| بادا به روان پاک صدرا      |  |  |  |  |  | صد رحمت حق هزار غفران       |
| الحق که اگر که طالب علم    |  |  |  |  |  | این گونه شود، شود چو دهگان  |
| دهگان به تمام عمر بودی     |  |  |  |  |  | جویای حقایق درخشان          |
| او علم برای علم می‌خواست    |  |  |  |  |  | کز علم بشر رسد به کیوان     |
| از اول عمر تا به آخر       |  |  |  |  |  | یک روز نبود غافل از آن      |
| او بود محققی مدقق          |  |  |  |  |  | او بود معلم جوانان          |
| او علم برای جمع ثروت       |  |  |  |  |  | تحصیل نکرد همچو دو نان      |
| او فکر ریاست و تعین        |  |  |  |  |  | هرگز نبُدی بُدی گریزان        |
| او بود مورخی که تاریخ      |  |  |  |  |  | نامش ننهد به طاق نسیان      |
| تاریخ اراک و زُبدگانش       |  |  |  |  |  | بخشید به شهر و اهل او جان   |
| تنها نه اراک زنده اوست     |  |  |  |  |  | پاینده از اوست ارمنستان     |
| فقه اللغه اش کند چو خورشید |  |  |  |  |  | اسماء اماکنت نمایان         |
| در کیسه کرفه اش نهفته است  |  |  |  |  |  | صدها دُر شاهوار غلتان        |
| افسوس که آن ادیب نامی      |  |  |  |  |  | رفت از کف ما گهر شناسان     |
| امید که نسل پاک دهگان      |  |  |  |  |  | باشند همیشه سرفرازان        |
| در راه پدر روند دائم       |  |  |  |  |  | وین چشمه بود مدام جوشان     |
| «گمنام» چو این قصیده می‌گفت |  |  |  |  |  | می‌گفت ولی به چشم گریان      |

حسین بادکوبه‌ای به تاریخ 29/05/1363